# Anguilloides cosmius
Anguilloides cosmius är en rundmaskart. Anguilloides cosmius ingår i släktet Anguilloides och familjen Leptolaimidae. Inga underarter finns listade i Catalogue of Life.